# تيلز سكايباترول
تيلز سكايباترول (بالإنجليزية: Tails' Skypatrol ؛ باليابانية: テイルスのスカイパトロール)، هو لعبة فيديو من نوع شوتر تتحرك أفقيًا تم تطويرها بواسطة Japan System House بمساعدة من SIMS ونشرتها سيجا لجهاز غيم غير في عام 1995. تُعد اللعبة فرعًا من سلسلة ألعاب "القنفذ سونيك"، وهي واحدة من لعبتين فقط لجهاز الغيم غير تتمحور حول شخصية تيلز، الصديق المقرب لـ "سونيك". في هذه اللعبة، يتحكم اللاعب بالشخصية الرئيسية تيلز في محاولته لوقف الساحرة الشريرة ويتش كارت قبل أن تتمكن من غزو جزيرة وتحويل سكانها إلى بلورات.
الطريقة الأساسية للعب تتضمن إطلاق النار على الأعداء، جمع القوة-ups (التحسينات)، وهزيمة الزعماء في اللعبة.

ومع مرور الوقت، تم إعادة إصدارها ضمن مجموعات ألعاب مختلفة مثل سونيك أدفينتشر دي إكس: دايركترز كات (2003)، و Sonic Gems Collection (2005)، و سونيك أوريجنز بلس (2023).

## روابط خارجية
- Tails' Skypatrol على موقع IMDb (الإنجليزية)